# Lavici
Lavici fou una ciutat poblada pels lavicans. Abans del 418 aC, Lavici es va aliar als eques i junts van atacar territori de Tusculum establint campament a Algidum; el senat romà va declarar la guerra i va enviar als tribuns amb potestat consular per fer la guerra, però sense èxit. Llavors va enviar al dictador romà Quint Servili Prisc Estructe Fidenes que el 414 aC segons Tit Livi o el mateix 418 aC va derrotar els eques que es van refugiar junt als vaicans a la ciutat de Lavici, i va conquerir la ciutat. S'hi van enviar a 1500 romans probablement militars, però la ciutat es creu que no va tenir la condició de colònia, ja que el senat ho hauria prohibit, i certament no és esmentada com a tal el 384 quan ja havia entrat en decadència i va acabar desapareixent.